# الخالديان
الخَالِديَّان:
الأخَوَان الشاعرَان المُحسنان: أبو بكر محمد، وأبو عثمان سعيد، ابنا هاشم بن وعكة بن عرام بن عثمان بن بلال الموصليان الخالديان، من أهل قرية الخالدية. 
كانا كفرسَيْ رهان في قوة الذكاء، وسرعة النظم وجودته، يتشاركان في القصيدة الواحدة. ومحمد هو الأكبر. قَدِم دمشق في صحبة سيف الدولة بن حمدان. وهما من خواصّ شُعرائه، اشتركا في شيء كثير، وكان سري الرفاء يهجوهما ويهجوانه. 

## ترجمة الأخوين:
سعيد بن هاشم الخالديّ (000-371هـ = 000-981م)
سعيد بن هاشم بن وعلة بن عرام، من بني عبد القيس، أبو عثمان الخالدي: شاعر، أديب، اشتهر هو وأخوه (محمد) الآتية ترجمته، بالخالديين، وكانا آية في الحفظ والبديهة، يتهمهما شعراء عصرهما بسرقة شعرهم.
وأورد الثعالبي (في اليتيمة) قصائد لأحد معاصريهما في هذا المعنى.
وهما من أهل (الخالدية) من قرى الموصل، ونسبتهما إليها، وقيل: نسبتهما إلى جدٍّ لهما اسمه خالد (ابن منبه، أو ابن عبد القيس، أو ابن عبد عنبسة، على اختلاف الروايات) وعرّفهما الزُّبيدي (في التاج) بالموصليين.
وقال ياقوت (في معجم الأدباء): كانا أديبَيْ (البصرة) وشاعريها في وقتهما.
محمد بن هاشم الخالدي (000-نحو 380هـ = 000- نحو 990م)
محمد بن هاشم بن وعلة، أبو بكر الخالدي: شاعر أديب، من أهل البصرة. اشتهر هو وأخوه (سعيد) بالخالديين.
وكانا من خواص سيف الدولة ابن حمدان. وولاهما خزانة كتبه.
وكانا يشتركان في نظم الأبيات أو القصيدة فتنسب إليهما معا.
ذكر ابن النديم (في الفهرست) أن أبا بكر، هذا، قال له، وقد تعجب ابن النديم من كثرة حفظه: إني أحفظ ألف سفر في نحو مئة ورقة
قال فيهما ابن النديم في كتابه (الفهرست):
(كانا سريعي البديهة. قال لي أبو بكر منهما: إني أحفظ ألف سمر، كل سمر في نحو مائة ورقة: قال: وكانا مع ذلك إذا استحسنا شيئا غصباه صاحبه حيا كان أو ميتا، كذا كانت طباعهما. وقد رتب أبو عثمان شعره وشعر أخيه، وأحسب غلامهما رشأ رتب شعرهما، فجاء نحو ألف ورقة).
وقيل إنهما كانا يشتركان في نظم الأبيات أو القصيدة الواحدة فتنسب إليهما معا. وهذا ما اعجب به وقيل كانا كفرسي رهان في قوة الذكاء وسرعة النظم وجودته يتشاركان في القصيدة الواحدة
وكان يتهمهما شعراء عصرهما بسرقة اشعارهم. وكانت قد انتشرت ظاهرة سرقة الشعر أو إضافة القصيدة لغير قائلها فاختلطت الأمور كثيراً.
وكانا آية في الحفظ والبديهة وكان الشاعر السري الرفاء يهجوهما ويهجوانه
وأورد الثعالبي في كتابه الموسوم (يتيمة الدهر) قصائد لأحد معاصريهما في هذا المعنى أو الخصوص.

## مؤلفاتهم
1-الأشباه والنظائر من أشعار المتقدمين والجاهليين والمخضرمين وعُرف بحماسة المحدثين أو حماسة الخالدين. 
2- التحف والهدايا جمعا فيه مختارات مما قيل فيهما ومن 3-3- أخبار أبي تمام ومحاسن شعره 
4- أخبار الموصل
5- اختيار شعر ابن الرومي
6- اختيار شعر البحتري
7- اختيار شعر مسلم بن الوليد.
8- كتاب التحف والهدايا 
9-- كتاب اختيار شعر بشار بن برد
10 - كتاب اختيار شعر ابن المعتز والتنبيه على معانيه 
11 - كتاب الديارات